# Peter Van Petegem
Peter Van Petegem (ur. 18 stycznia 1970 w Opbrakel) – belgijski kolarz szosowy i torowy, dwukrotny medalista szosowych mistrzostw świata.

## Kariera
Peter Van Petegem był jednym z najbardziej utytułowanych "łowców klasyków" swojego pokolenia. Często nazywany skrótowo PVP, rozpoczął swoją karierę w roku 1996 w holenderskiej drużynie TVM. W 1997 i 1998 roku wygrał flamandzki półklasyk Omloop Het Volk. W 1998 roku był drugi na szosowych mistrzostwach świata w Valkenburgu. W 1999 wygrał w prestiżowym wyścigu Dookoła Flandrii. Po wielu wygranych w pomniejszych flamandzkich wyścigach, takich jak E3-prijs Harelbeke w 1999, Kuurne-Bruksela-Kuurne w 2001, jak również po raz trzeci w Omloop Het Volk w 2002 roku, Van Petegem świętował w 2003 roku swój największy sukces – jako pierwszy kolarz od czasów Rogera De Vlaemincka (1977) wygrał w jednym roku obydwa "brukowane" klasyki: Dookoła Flandrii oraz Paryż-Roubaix. Jesienią tegoż roku zdobył również brązowy medal na mistrzostwach świata w Hamilton. Zajął także trzecie miejsce w klasyfikacji generalnej sezonu 2003 Pucharu Świata w kolarstwie szosowym. Przegrał tylko z Włochem Paolo Bettinim i Michaelem Boogerdem z Holandii. Od roku 2002 Van Petegem jeździł w barwach Team Lotto (obecnie Predictor-Lotto). Z końcem roku 2007 odszedł na kolarską emeryturę.
Pod koniec roku 2007 został mianowany dyrektorem wyścigu Omloop Het Volk.